# دیگو خیمنز (بازیکن فوتبال، زاده ۱۹۷۹)
دیگو خیمنز (انگلیسی: Diego Jiménez؛ زادهٔ ۲۹ مهٔ ۱۹۷۹) بازیکن فوتبال اهل اسپانیا است.
از باشگاه‌هایی که در آن بازی کرده‌است می‌توان به باشگاه فوتبال ایبار اشاره کرد.